# 重要港湾
重要港湾（じゅうようこうわん）は、日本における港湾の一区分。1950年（昭和25年）に制定された港湾法で定められた制度で、同法第2条第2項において「国際海上輸送網又は国内海上輸送網の拠点となる港湾その他の国の利害に重大な関係を有する港湾で政令で定めるもの」と定義されている。2014年4月現在で、102港が重要港湾に指定されている。

## 概要
重要港湾は海上輸送網の拠点と位置づけられているが、後背地に工業地帯を有しているものが多く、日本の産業政策上、重要性の高い港湾が重要港湾とされる傾向が強いことを示している。重要港湾の整備を促進するため、整備費用に係る国庫補助金は地方港湾のそれと比べて、高率に設定されている。
重要港湾が備えるべき港湾施設等は必ずしも法令等で明示されていないが、例えば係留施設を見ると、地方港湾では物揚場（-4.5m未満の係留施設）が主流であるのに対し、重要港湾では物揚場もあるが岸壁（-4.5m以上の係留施設）が主体となっているように、一般により高スペックの港湾施設が重要港湾には必要だとされている。
しかし多すぎる重要港湾に対して国の投資が分散し、一方でこれまでコンテナ船の幹線が寄港していた横浜港や神戸港が世界のハブ港湾に比べて投資も規模も見劣りするようになった結果、日本にハブ港湾が存在しなくなる状態になった。日本の至る所にそこそこの規模のコンテナ港湾があり釜山港や上海港に向かう路線が就航しているため、高い国内運送料を払って横浜や神戸に運送する荷主が減り、結果として釜山港が日本全国の貨物が集中し世界のコンテナ船が集まる東アジアのハブ港湾となり、日本国内の企業や消費者は世界の超大型コンテナ船の幹線が直接国内に寄港する時間的・経済的メリットを次第に受けられなくなっている。遅ればせながら港湾投資を集約する動きはあり、重要港湾の中でも特に地域拠点となる重要な港湾については国際拠点港湾（旧・特定重要港湾、18港）に昇格、さらに上位に国際ハブ港として国際戦略港湾（京浜、阪神の5港）の指定を受けている。
新たな港湾開発や港湾統合などで、港数は時代とともに変動している。近年では1999年6月に中津港（大分県）が地方港湾から重要港湾に昇格。逆に2000年4月には石狩港（北海道）、大湊港（青森県）、福井港（福井県）、八幡浜港（愛媛県）、青方港（長崎県）、水俣港（熊本）の6港が港格と利用実態との乖離などの理由で地方港湾に格下げされた。ただ、このときの格下げは地元の反発が強かったため、旧運輸省が特定地域振興重要港湾制度を創設、一定の配慮を示している。また、2012年10月には石巻港が国際拠点港湾である仙台塩釜港と統合されたため、重要港湾の指定から外れている。

## 重要港湾一覧
※カッコ内は港湾管理者/重要港湾指定年月日

### 北海道
宗谷総合振興局
- 稚内港（稚内市/1957年5月20日）

オホーツク総合振興局
- 紋別港（紋別市/1975年4月22日）
- 網走港（網走市/1978年4月15日）

根室振興局
- 根室港（根室市/1978年4月15日）

釧路総合振興局
- 釧路港（釧路市/1951年9月22日）

十勝総合振興局
- 十勝港（広尾町/1970年5月1日）

渡島総合振興局
- 函館港（函館市/1951年1月19日）

後志総合振興局
- 小樽港（小樽市/1951年1月19日）

石狩振興局
- 石狩湾新港（石狩湾新港管理組合/1973年4月16日）

留萌振興局
- 留萌港（留萌市/1952年2月1日）

### 東北

#### 青森県
- 青森港（青森県/1951年1月19日）
- むつ小川原港（青森県/1977年9月13日）
- 八戸港（青森県/1951年1月19日）

#### 岩手県
- 久慈港（岩手県/1975年4月22日）
- 宮古港（岩手県/1951年1月19日）
- 釜石港（岩手県/1951年9月22日）
- 大船渡港（岩手県/1959年6月11日）

#### 秋田県
- 能代港（秋田県/1975年5月26日）
- 秋田港（秋田県/1951年1月19日）
- 船川港（秋田県/1951年1月19日）

#### 山形県
- 酒田港（山形県/1951年1月19日）

#### 福島県
- 相馬港（福島県/1974年4月23日）
- 小名浜港（福島県/1951年1月19日）

### 関東

#### 茨城県
- 茨城港（茨城県/1983年3月29日）
- 鹿島港（茨城県/1963年4月1日）

#### 千葉県
- 木更津港（千葉県/1968年4月17日）

#### 神奈川県
- 横須賀港（横須賀市/1951年1月19日）

### 北陸

#### 新潟県
- 直江津港（新潟県/1951年9月22日）
- 両津港（新潟県/1951年9月22日）
- 小木港（新潟県/1974年4月23日）

#### 石川県
- 七尾港（石川県/1951年1月19日）
- 金沢港（石川県/1964年4月1日）

#### 福井県
- 敦賀港（福井県/1951年1月19日）

### 中部

#### 静岡県
- 田子の浦港（静岡県/1964年4月1日）
- 御前崎港（静岡県/1975年4月22日）

#### 愛知県
- 衣浦港（愛知県/1957年5月20日）
- 三河港（愛知県/1964年4月1日）

#### 三重県
- 尾鷲港（三重県/1967年6月1日）
- 津松阪港（三重県/1971年4月1日）

### 近畿

#### 京都府
- 舞鶴港（京都府/1951年1月19日）

#### 大阪府
- 阪南港（大阪府/1968年4月17日）

#### 兵庫県
- 尼崎西宮芦屋港（兵庫県/1951年9月22日）
- 東播磨港（兵庫県/1964年2月1日）

#### 和歌山県
- 日高港（和歌山県/1983年10月4日）

### 中国

#### 鳥取県
- 鳥取港（鳥取県/1975年4月22日）
- 境港（境港管理組合/1951年1月19日）※港湾区域が一部島根県にまたがる

#### 島根県
- 浜田港（島根県/1957年5月20日）
- 三隅港（島根県/1982年11月9日）
- 西郷港（島根県/1959年6月11日）

#### 岡山県
- 岡山港（岡山県/1964年4月1日）
- 宇野港（岡山県/1951年1月19日）

#### 広島県
- 福山港（広島県/1963年4月1日）
- 尾道糸崎港（広島県/1951年1月19日）
- 呉港（呉市/1951年1月19日）

#### 山口県
- 小野田港（山口県/1960年6月9日）
- 宇部港（山口県/1951年1月19日）
- 三田尻中関港（山口県/1959年6月11日）
- 岩国港（山口県/1952年2月1日）

### 四国

#### 徳島県
- 徳島小松島港（徳島県/1951年1月19日）
- 橘港（徳島県/1965年4月1日）

#### 香川県
- 坂出港（坂出市/1951年9月22日）
- 高松港（香川県/1951年1月19日）

#### 愛媛県
- 宇和島港（愛媛県/1960年6月9日）
- 松山港（愛媛県/1951年1月19日）
- 今治港（今治市/1951年1月19日）
- 東予港（愛媛県/1964年4月1日）
- 新居浜港（新居浜港務局/1951年9月22日）
- 三島川之江港（愛媛県/1971年4月1日）

#### 高知県
- 高知港（高知県/1951年1月19日）
- 須崎港（高知県/1965年4月1日）
- 宿毛湾港（高知県/1986年6月17日）

### 九州・沖縄

#### 福岡県
- 苅田港（福岡県/1951年1月19日）
- 三池港（福岡県/1951年9月22日）

#### 佐賀県
- 唐津港（佐賀県/1951年1月19日）
- 伊万里港（佐賀県/1951年1月19日）

#### 長崎県
- 長崎港（長崎県/1951年1月19日）
- 佐世保港（佐世保市/1951年1月19日）
- 厳原港（長崎県/1951年9月22日）
- 郷ノ浦港（長崎県/1959年6月11日）
- 福江港（長崎県/1951年9月22日）

#### 熊本県
- 熊本港（熊本県/1974年4月23日）
- 八代港（熊本県/1959年6月11日）
- 三角港（熊本県/1951年1月19日）

#### 大分県
- 中津港（大分県/1999年6月4日）
- 別府港（大分県/1951年9月22日）
- 大分港（大分県/1951年1月19日）
- 津久見港（大分県/1951年9月22日）
- 佐伯港（大分県/1970年5月1日）

#### 宮崎県
- 細島港（宮崎県/1951年1月19日）
- 宮崎港（宮崎県/1973年4月16日）
- 油津港（宮崎県/1952年2月1日）

#### 鹿児島県
- 鹿児島港（鹿児島県/1951年1月19日）
- 志布志港（鹿児島県/1969年4月1日）
- 川内港（鹿児島県/1970年5月1日）
- 西之表港（鹿児島県/1960年6月9日）
- 名瀬港（鹿児島県/1954年7月2日）

#### 沖縄県
- 那覇港（那覇港管理組合/1972年5月15日）
- 運天港（沖縄県/1972年5月15日）
- 金武湾港（沖縄県/1974年4月23日）
- 中城湾港（沖縄県/1974年4月23日）
- 平良港（宮古島市/1972年5月15日）
- 石垣港（石垣市/1972年5月15日）